# トビアスの家族から去る大天使ラファエル
『トビアスの家族から去る大天使ラファエル』（トビアスのかぞくからさるだいてんしラファエル、蘭: De engel Raphaël vertrekt van Tobias en zijn familie、仏: L'Archange Raphaël quittant la famille de Tobie ou Tobie et sa famille prosternés devant l’ange、英: The Archangel Raphael Leaving Tobias' Family）は、17世紀オランダ黄金時代の巨匠レンブラント・ファン・レインが1637年に板上に油彩で制作した絵画である。主題は旧約聖書外典の「トビト書」(12:21-22) から取られている。作品は、1742年に画家イアサント・リゴーの助言でルイ15世により取得され、1793年の開館時以来、パリのルーヴル美術館に展示されている。

## 主題
盲目の父トビトは、メディアのラガスというところに住む他人に貸した金を回収するために、息子のトビアスに取り立てに行くように命じる。たまたま、同じメディアのエクバタナに住むトビトの従弟ラグエルの娘サラは、悪魔に取りつかれていて、7回結婚したが、いずれの場合も婚礼の夜に夫が悪魔に殺されてしまうという不幸な境遇にあった。
神は、トビトとサラを救うため大天使ラファエルを遣わし、トビアスの旅に同行させる。旅の途中、天使はトビアスに魚を捕えて、その心臓と肝臓と胆嚢を大事にしまっておくように命じる。やがて、メディアのラグエルの家に着いたトビアスはサラと結婚することになる。トビアスが婚礼の夜、天使にいわれたとおり、捕えた魚の心臓と肝臓を燃える灰の上でくゆらせると、悪魔はその匂いに驚いて退散し、天使に捕まえられる。
その後、トビアスは、取り立てた金とともに新妻サラを伴って父トビトのもとに帰る。天使の指示にしたがって、トビアスが魚の胆嚢の中の胆汁をトビトの目に塗ると、トビトはふたたび目が見えるようになった。そこで、天使は初めて自分の本当の姿を明かし、天に戻っていく。

## 作品
作品は、大天使ラファエルが天に戻っていく場面を描いている。突然の奇跡に驚くトビト、その妻アンナ、トビアス、サラの4人にそれぞれ異なったポーズを与えながら、画面左下の三角形の中にまとめ、明るく輝く天使を逆に右上に上昇する対角線上に配して、ダイナミックな効果をあげている。なお、レンブラントは、「トビト書」のこの場面には登場していないアンナとサラを描き加えている。
レンブラントは誰よりもよく聖書を読み、その精神を深く理解したとしばしばいわれるが、実際には多くの場合、聖書の記述ではなく、先行する芸術作品から想を得ている。本作の場合は、マルテン・ファン・ヘームスケルクの銅版画から影響を受けており、飛翔する大天使の他、ひれ伏して祈る老トビトや合掌するサラの姿などみな、それに由来している。
制作年は純粋に様式的特徴によるもので、作品はレンブラント最初の本格的なバロック様式を示している。